# Espinal (Messico)
Espinal è una municipalità dello stato di Veracruz, nel Messico centrale, il cui capoluogo è la località omonima.
Conta 25.548 abitanti (2010) e ha una estensione di 239,46 km². 	 		
Il significato del nome della località è luogo spinoso.